# Jean-François Portaels

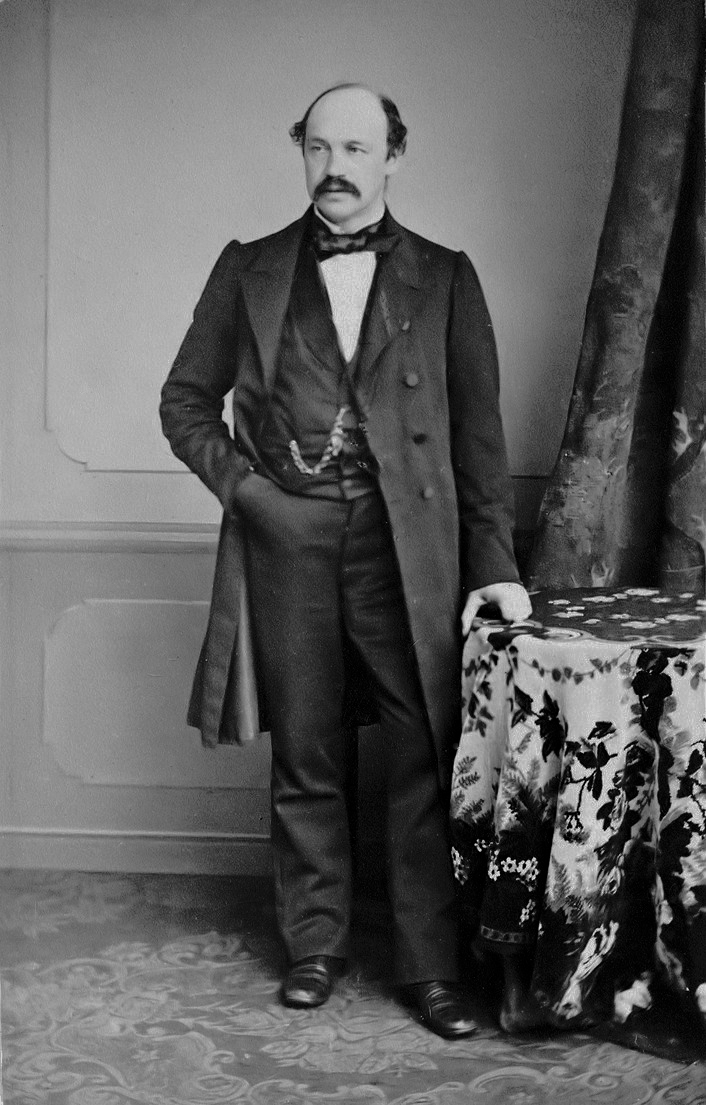
Jan Frans Portaels, fotografiert von Ghémar Frères, um 1880

Jean-François Portaels, auch Jan Frans Portaels (* 3. April 1818 in Vilvoorde; † 8. Februar 1895 in Schaerbeek), war ein belgischer orientalistischer Maler und Kunstpädagoge.

## Leben

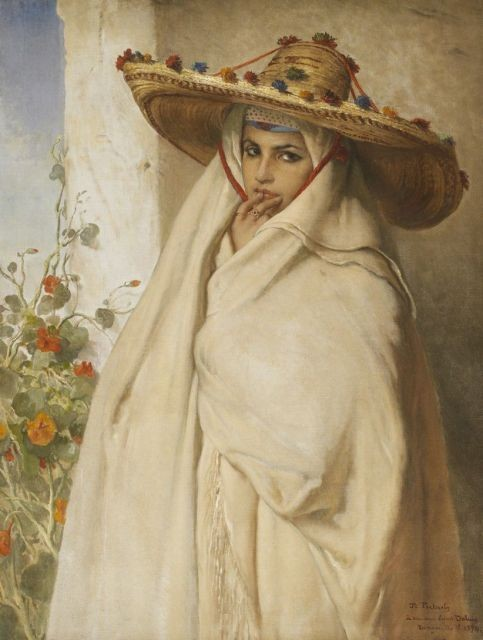
Aischa

Portaels studierte an der Koninklijke Academie voor Schone Kunsten in Brüssel bei François-Joseph Navez, dem damaligen Leiter der Akademie. Schon als Student errichtete er sein eigenes Atelier.
Portaels reiste 1841 nach Paris, wurde Schüler von Paul Delaroche und gewann 1842 den Prix de Rome. Er verbrachte  Juli und August 1843 in Florenz, dann blieb er bis 1845 in Rom. In den folgenden Jahren unternahm er zahlreiche Reisen, unter anderem nach Marokko, wo er bis 1847 blieb, und nach Italien, Griechenland, Algerien, Ägypten, Libanon, Spanien, Ungarn und Norwegen. 1852 heiratete er die Tochter seines Professors, François-Joseph Navez.
Ein wiederkehrendes Thema seiner Arbeit sind orientalische und exotische Szenen, insbesondere orientalische Frauen, aber Portaels malte auch biblische Szenen und Porträts von prominenten Personen. Zwei seiner Bilder befinden sich in der Brüsseler Jakobskirche.
Portaels war von 1847 bis 1849 Direktor der Genter Akademie und später, von 1878 bis 1895 Direktor der Brüsseler Akademie. Er unterrichtete auch in seinem eigenen Atelier. Zu seinen Schülern zählten Emile Wauters, Théo van Rysselberghe, David Oyens, Pieter Oyens, Jean Delville, Fernand Cormon, Xavier Mellery, der Bildhauer Charles van der Stappen und der Architekt Charles Licot.
1855 wurde er Mitglied der Académie royale des Sciences, des Lettres et des Beaux-Arts de Belgique.
Jean-François Portaels starb in Schaerbeek und wurde auf dem Friedhof von Laeken beigesetzt. Nach ihm wurde das 2002 in Vilvoorde neu eröffnete Allgemeine Krankenhaus Jan Portaels benannt.